# 小島克典
小島克典（日语：／ Kojima Katsunori，1973年6月22日—）為一名日本口譯員。自2006年起，擔任立命館大學客座教授，以及自2009年起擔任尚美學園大學副教授。同時，擔任一般社團法人體育文化研究室的代表董事。

## 職業生涯
小島在國中時曾獲得全日本跳繩錦標賽冠軍。高中時期，他活躍於日本大學第三中學校及高等學校棒球隊。然而，他未能參加甲子園。就讀大學期間，他作為日本國家棒球隊的翻譯參加了1996年夏季奧林匹克運動會。畢業後，他獲得了總統獎並加入了日本職棒的橫濱DeNA海灣之星。
在橫濱DeNA海灣之星隊效力期間，他負責口譯、公共關係和農場（東部聯賽）業務部門。他還為1997年至1998年間與他在一起的帕特·馬霍姆斯（Pat Mahomes）擔任翻譯，並為他的兒子帕特里克·馬霍姆斯擔任保母。
2002年，小島受雇於舊金山巨人，為日本外野手新庄剛志擔任口譯。回到日本後，他擔任立命館大學經營學部的客座教授、尚美學園大學政策研究學院的副教授。

## 主要著作
| 年份   | 書名                                                       | 作者     | 出版社       | ISBN            |
| ------ | ---------------------------------------------------------- | -------- | ------------ | --------------- |
| 2015年 | 《大谷翔平 二刀流》                                        | 小島克典 | 扶桑社       | ISBN 4594072429 |
| 2008年 | 《職棒2.0》                                                | 小島克典 | 扶桑社       | ISBN 4594055915 |
| 2007年 | 《SHINJO夢之謝意：與新庄剛志一起觀看北海道棒球比賽的記錄》 | 小島克典 | 廣濟堂出版   | ISBN 4331654087 |
| 2005年 | 《即使像我這樣的人也能說英語：從托福370分到大聯盟的翻譯》  | 小島克典 | 三笠書房     | ISBN 483796270X |
| 2004年 | 《夢想的鄰近：與新庄剛志度過的美國逗留記》                 | 小島克典 | 媒體藝術出版 | ISBN 4916109783 |

## 外部連結
- 小島克典的X（前Twitter）